# كايزر كيو
كايزر كيو (بالإنجليزية: Kaiser Kuo)‏ (بالصينية: 郭怡广) هو موسيقي وكاتب صيني وأمريكي، ولد في 6 مارس 1966.